# Jakob Philipp Hackert

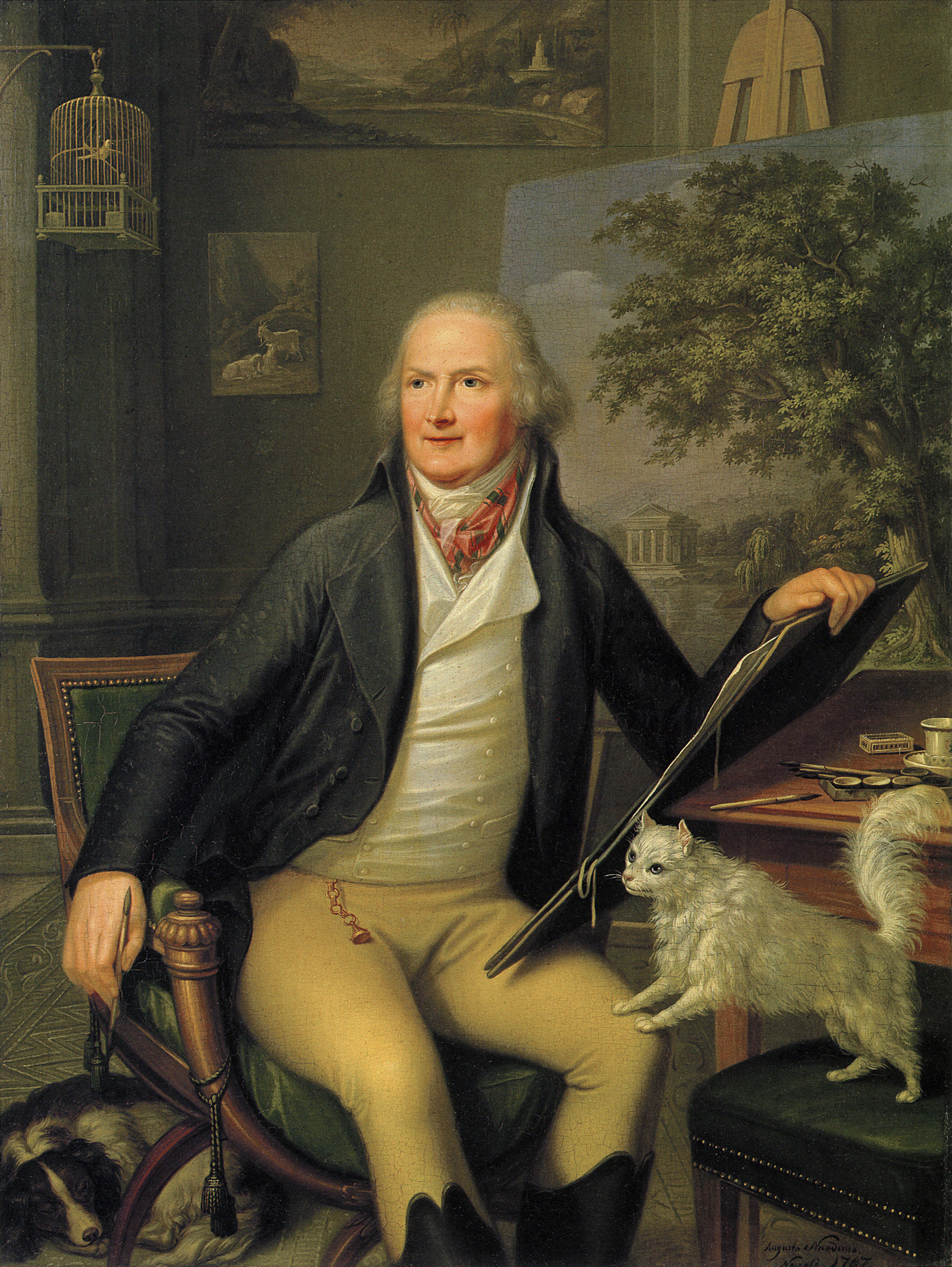
Jakob Philipp Hackert in seinem Atelier, porträtiert von Augusto Nicodemo (1797)

Jakob Philipp Hackert, eigentlich Philipp Hackert (* 15. September 1737 in Prenzlau; † 28. April 1807 in San Piero di Careggio, heute Careggi, Ortsteil von Florenz) war ein deutscher Landschaftsmaler des Klassizismus.

## Leben
Hackert begann seine künstlerische Ausbildung in der Werkstatt seines Vaters Philipp Hackert († 1786) und seines Onkels, eines Berliner Dekorationsmalers. Er besuchte ab 1758 die Akademie der bildenden Künste Berlin und machte 1761 erstmals mit zwei Veduten auf sich aufmerksam. Der schwedische Regierungsrat Adolf Friedrich von Olthof lud ihn (zusammen mit Georg David Matthieu) nach Stralsund, Rügen und Stockholm ein, wo Hackert Wandmalereien in dessen Stadthaus (heute Ossenreyerstraße 1) und auf seinem Landsitz, dem Gutshaus Boldevitz, ausführte.
Die Jahre 1765 bis 1768 verbrachte Hackert zusammen mit Balthasar Anton Dunker in Paris. Dort prägten ihn der Landschafts- und Marinemaler Claude Joseph Vernet (1714–1789) und der Kupferstecher Johann Georg Wille (1715–1808), der ihn während seiner Pariser Zeit begleitete und förderte.
Nach Reisen in die Normandie und Picardie ging er 1768 mit seinem Bruder nach Italien, wo er in Rom und Neapel Kontakt zu den Kunstmäzenen Johann Friedrich Reiffenstein und William Hamilton fand. Hackert bereiste in der Folge ganz Italien und machte sich bald einen Ruf als bedeutender Landschaftsmaler. Er erhielt zahlreiche Aufträge des europäischen Adels und wurde 1786 Hofmaler von König Ferdinand IV. von Neapel. Im selben Jahr traf Hackert dort Johann Wolfgang von Goethe, der eine große Wertschätzung für den Maler gewann und bei ihm Unterricht im Zeichnen nahm. Goethe besuchte ihn in Caserta, wo der König dem Hofmaler die alte Villa neben dem Palast von Caserta zur Verfügung gestellt hatte.
Infolge des Lazzaroni-Aufstandes in Neapel flüchtete Hackert und gelangte über Livorno und Pisa nach Florenz, wo er sich 1803 niederließ. Er kaufte sich ein kleines Landgut im benachbarten „San Piero di Carregio“ (Careggi) und hatte dort sein Atelier.
Goethe veröffentlichte 1811 eine Biographie über Hackert nach dessen autobiographischen Skizzen, zu deren Erstellung und Übersendung er Hackert 1806 aufgefordert hatte.
Hackert war zu seiner Zeit ein äußerst erfolgreicher Künstler. Dazu trug auch bei, dass sein Bruder Georg nach einzelnen Gemälden Stiche herstellte. Er war der angesehenste Landschaftsmaler des frühen Klassizismus. Im Gegensatz zu den italienischen Zeitgenossen wie Francesco Piranesi, die heroische Landschaften komponierten, waren Hackerts Veduten topographisch genau und detailgetreu.
Beeindruckt von Vulkanausbrüchen fertigte Hackert eine Serie von Gemälden. Auch lieferte er zahlreiche Illustrationen für Publikationen des Vulkanologen und britischen Diplomaten am Hof des Königreichs Neapel, Sir William Hamilton.

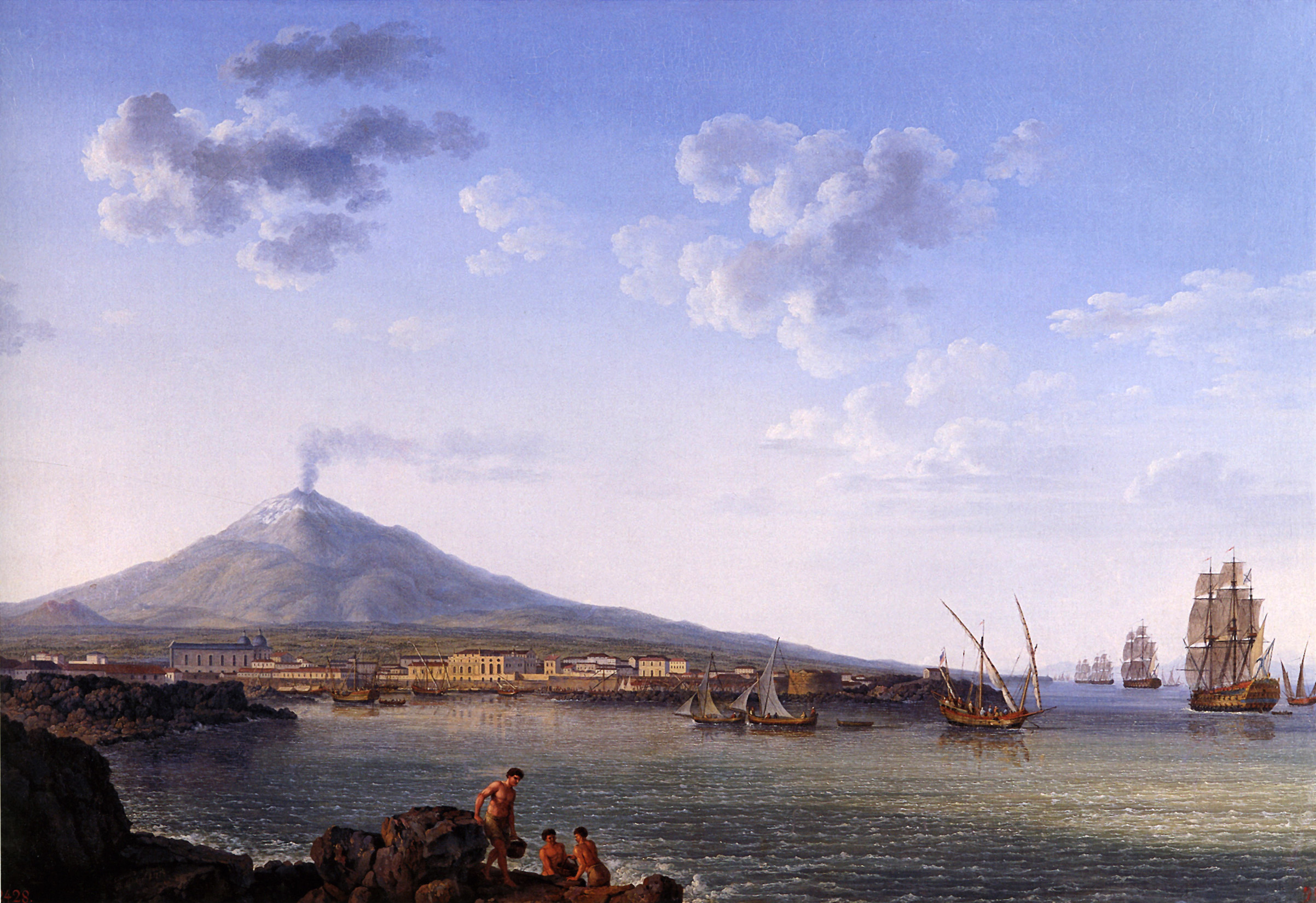
Blick auf Catania und den Ätna 1778
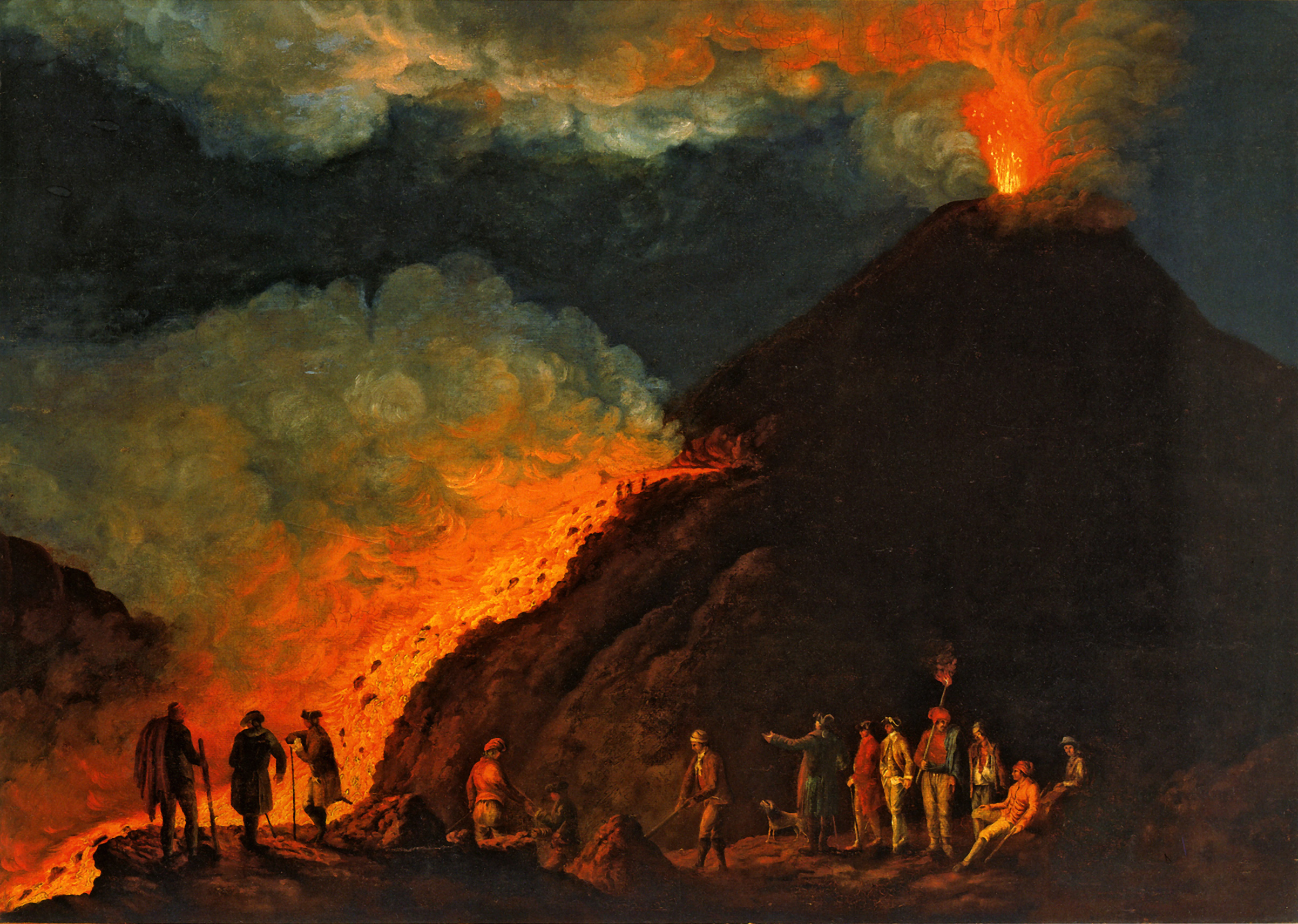
Der Ausbruch des Vesuv im Jahre 1774
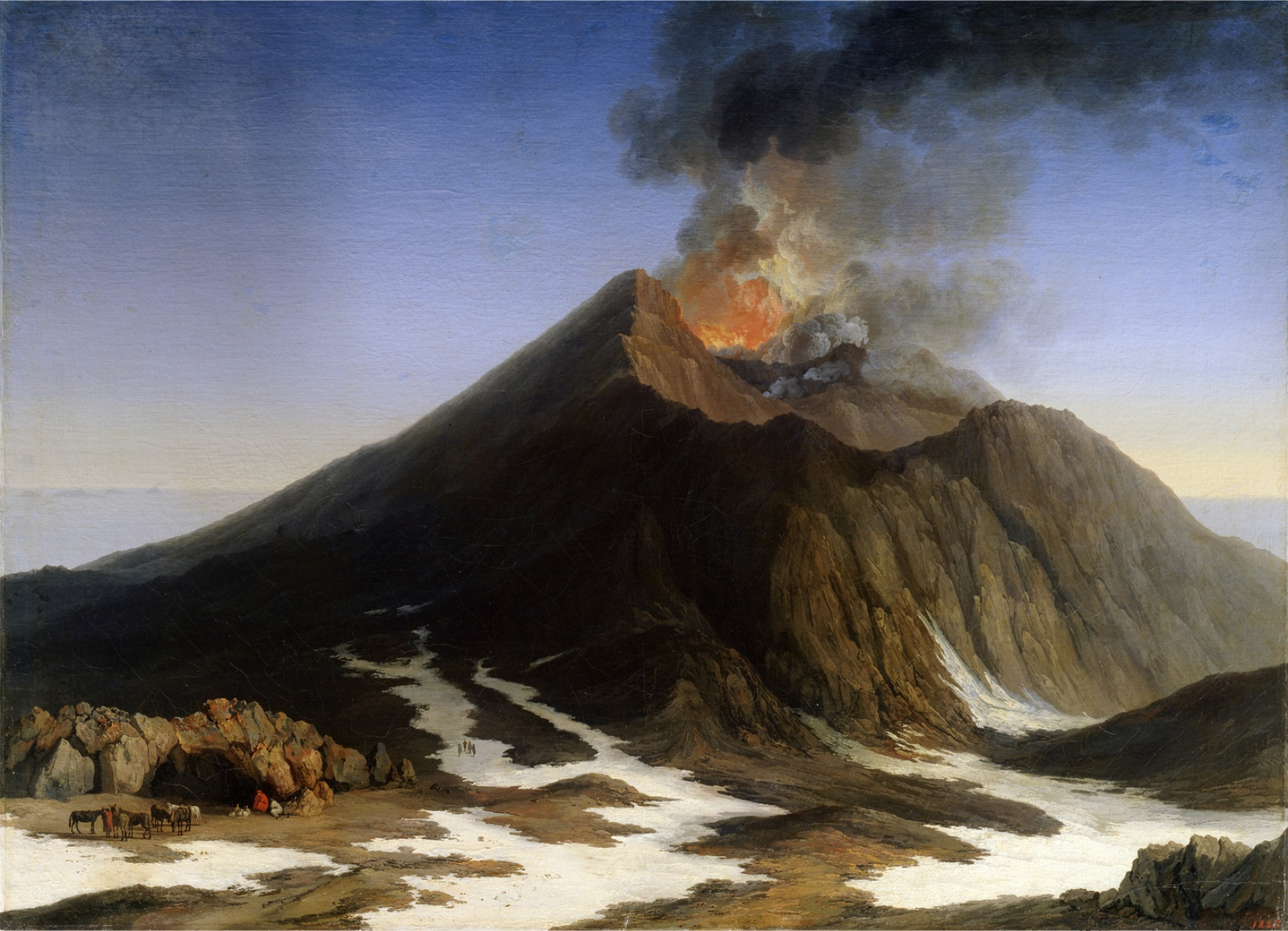
Die Eruption des Ätna
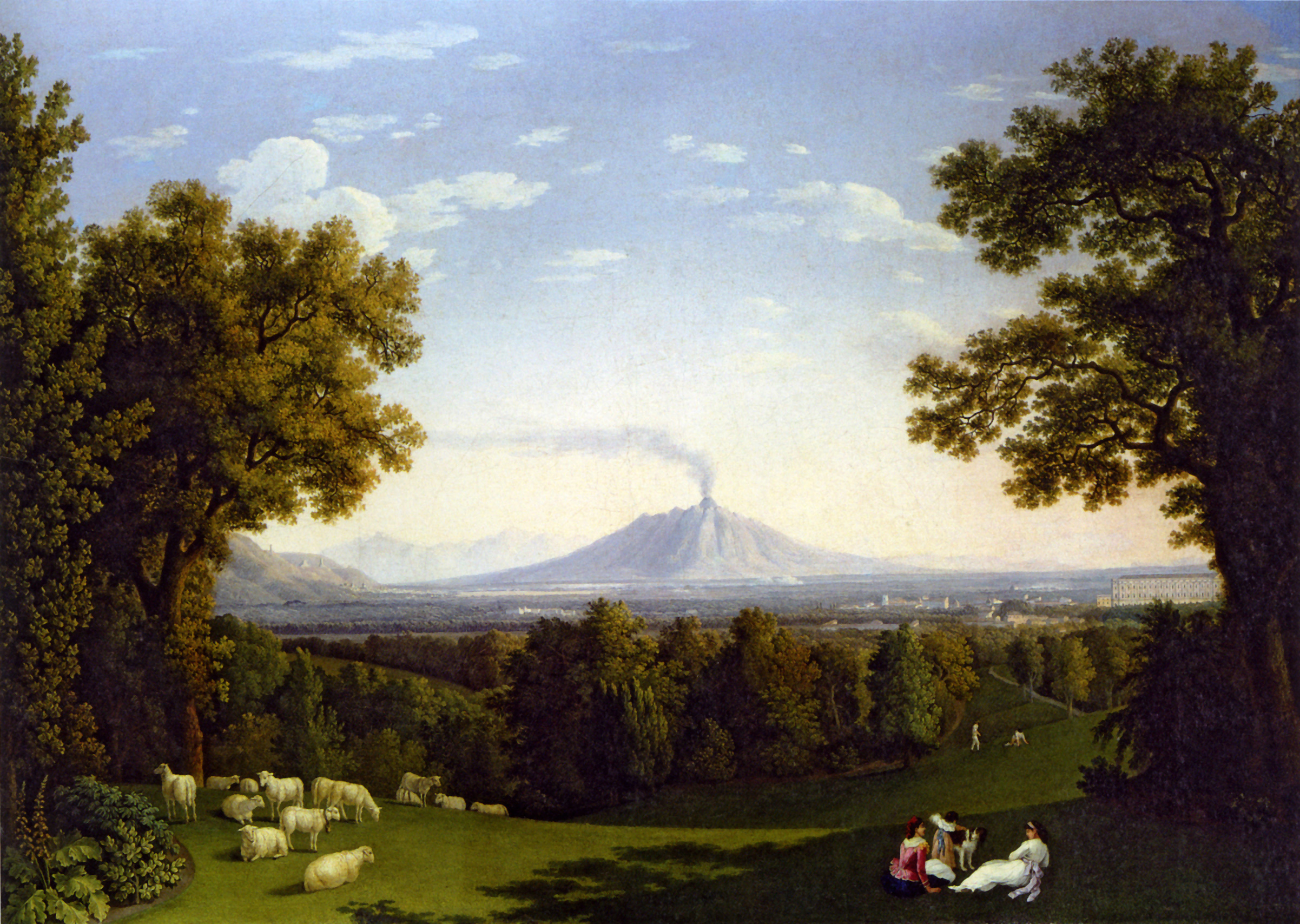
Ansicht des Englischen Gartens von Caserta 1793
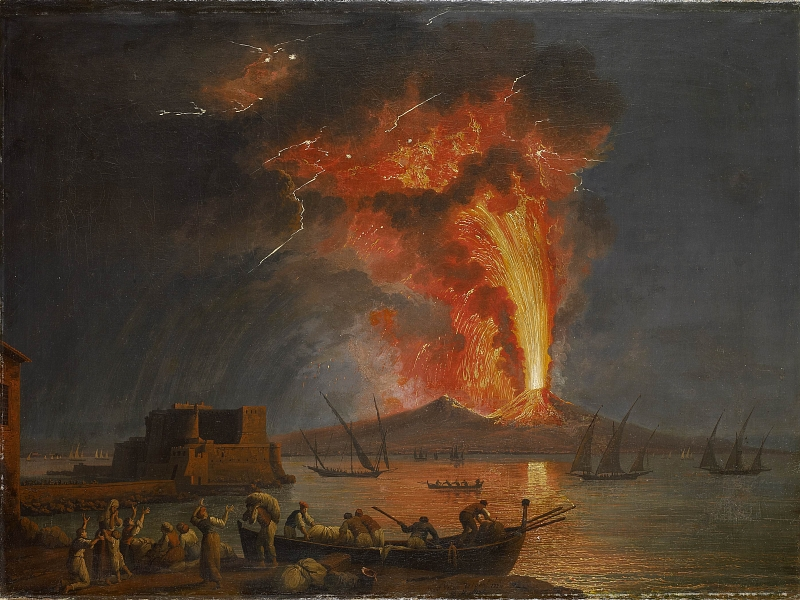
Ausbruch des Vesuvs 1779

## Werkverzeichnisse
- Norbert Miller; Claudia Nordhoff: Lehrreiche Nähe Goethe und Hackert. Bestandsverzeichnis der Gemälde und Graphik Jakob Philipp Hackerts in den Sammlungen des Goethe-Nationalmuseums Weimar. Briefwechsel zwischen Goethe und Hackert. Kunsttheoretische Aufzeichnungen aus Hackerts Nachlass, München 1997.
- Claudia Nordhoff; Hans Reimer: Jakob Philipp Hackert (1737–1807). Verzeichnis seiner Werke, Berlin 1994.

## Werke (Auszug)

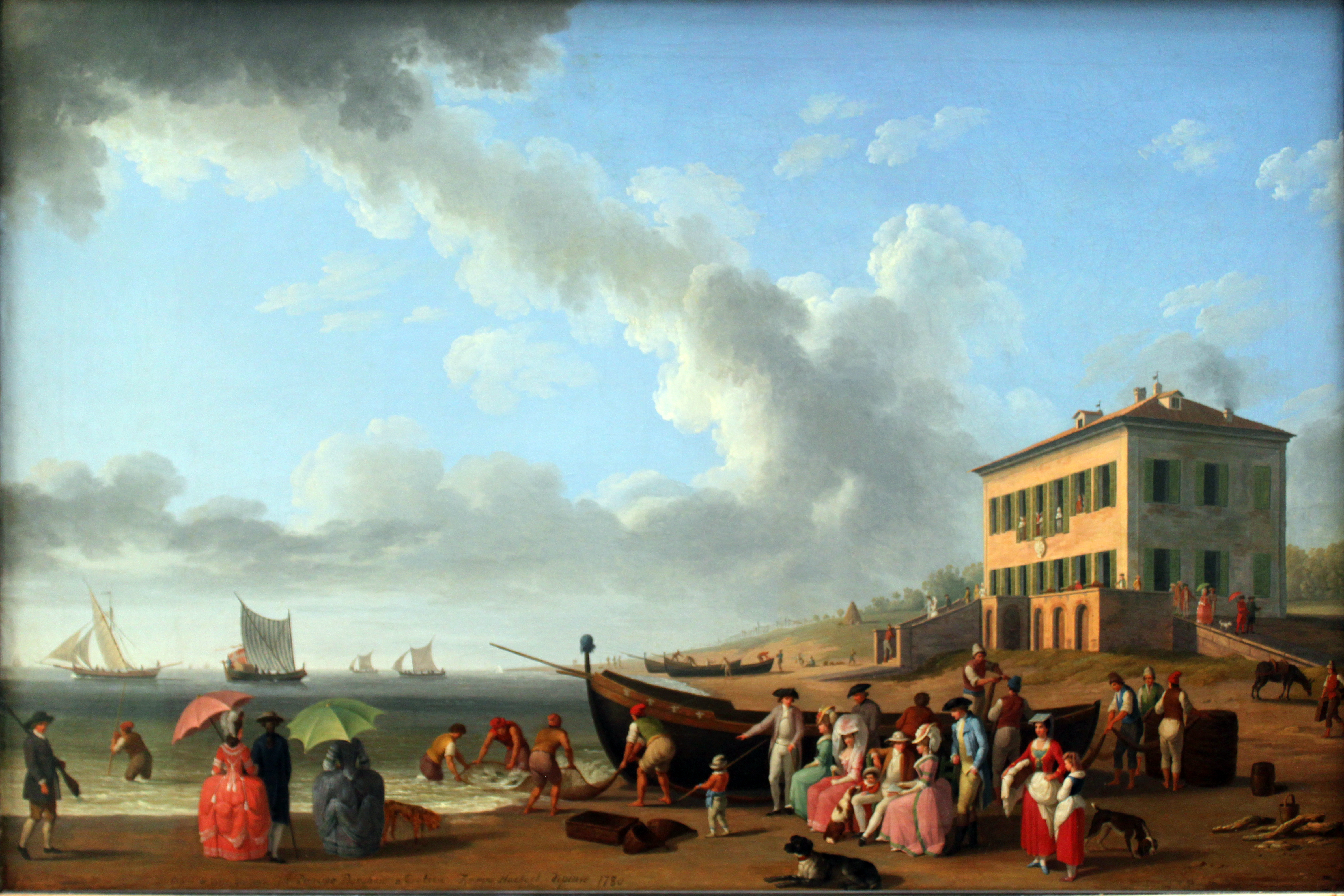
Palazzina Borghese in Pratica di Mare 1780

- Tapetensaal in Stralsund, Ossenreyerstraße 1
- Untergang der türkischen Flotte in der Schlacht von Tschesme (St. Petersburg, Ermitage), 1771, Öl auf Leinwand, 162 × 220 cm
- Arkadische Flusslandschaft (Goethe-Museum), Frankfurt am Main, 1775, Öl auf Leinwand.
- Blick auf St. Peter in Rom (Frankfurt am Main, Städel), 1777, Öl auf Leinwand, 72 × 90 cm.
- Italienische Landschaft (Boldevitz auf Rügen, Deutschland), 1778, Öl auf Leinwand, 65 × 88,5 cm.
- Landschaft mit Tempelruinen auf Sizilien (St. Petersburg, Ermitage), 1778, Öl auf Leinwand, 123 × 170 cm.
- Küstenlandschaft (Hamburger Kunsthalle), um 1780, Öl auf Leinwand, 33,5 × 52,5 cm
- Ferdinando IV a caccia di folaghe sul Lago Fusaro (Napoli, Museo di Capodimonte), 1783, Öl auf Leinwand, 141 × 219 cm
- Villa des Maecenas mit den Wasserfällen in Tivoli (St. Petersburg, Ermitage), 1783, Öl auf Leinwand, 121 × 169 cm
- Die großen Wasserfälle in Tivoli (St. Petersburg, Ermitage), 1783, Öl auf Leinwand, 120 × 170 cm
- Herbst – Weinlese bei Sorrent (Köln, Wallraf-Richartz-Museum), um 1784, Öl auf Leinwand, 97 × 66 cm
- Die Wasserfälle von Tivoli (Hamburg, Hamburger Kunsthalle), um 1785, Öl auf Leinwand, 122 * 171 cm
- Ansicht des Golfes von Baia (St. Petersburg, Ermitage), 1785, Öl auf Leinwand, 144,5 × 228,7 cm
- Der große Wasserfall in Tivoli (Wien, Österreichische Galerie), 1790, Öl auf Leinwand, 120 × 196 cm
- Lago d’Averno (München, Neue Pinakothek, Inv. Nr. 10162), 1794, Tempera auf Papier auf Pappe, 57,6 × 83,6 cm
- Ponte a Mare a Pisa (Greifswald, Pommersches Landesmuseum), 1799, Öl auf Leinwand, 64,3 × 96,3 cm
- Die Mönchspredigt (Privatbesitz Berlin)
- Mondscheintransparent, nach 1784, Gut Emkendorf[9]